# 格拉尼特 (蒙大拿州)
格拉尼特（英語：Granite）是位於美國蒙大拿州格拉尼特縣的鬼鎮。

## 歷史
格拉尼特的郵局於1886年設立，1897年關閉後又於翌年重啟，最終於1904年停運。

## 地理
格拉尼特所處的海拔為高於海平面2134米（即7001英呎），而該地所採用的時區為UTC-7，即北美山地時區（MST）。同時該地設有夏令時間，為UTC-7調快一小時，即UTC-6（MDT）。